# Gustav Jansson (fotbollsspelare)
Gustav Jansson, född 24 februari 1986, är en svensk fotbollsmålvakt som spelar för Värmbols FC.

## Karriär
Janssons moderklubb är Katrineholms AIK. Han spelade mellan 2004 och 2009 för Värmbols FC. 2010 gick han till Åtvidabergs FF, men han debuterade inte i klubben förrän 2012. I november 2014 förlängde han sitt kontrakt med klubben över säsongen 2015.
I mars 2018 meddelade IFK Norrköping att man skrivit ett korttidskontrakt med Jansson. I juni 2018 förlängdes kontraktet säsongen ut. I januari 2019 förlängde Jansson sitt kontrakt med ett år.
Inför säsongen 2020 återvände Jansson till Värmbols FC.